# Paris-Roubaix 1937
La 38e édition de la course cycliste Paris-Roubaix a eu lieu le 28 mars 1937 et a été remportée par l'Italien Jules Rossi.

## Parcours
Cette édition, longue de 255 kilomètres, part d'Argenteuil. La course passe par Pontoise, Méru, Beauvais, Breteuil, Amiens, Doullens, Arras, Hénin-Liétard, Seclin. Elle arrive à Roubaix, avenue Gustave-Delory.

## Participants
181 coureurs sont engagés sur ce Paris-Roubaix. 78 s'entre eux sont Belges, 76 Français, 9 Néerlandais, 8 Italiens, 5 Suisses, 2 Luxembourgeois, 2 Allemands et un Espagnol. 159 coureurs prennent le départ de la course.

## Déroulement de la course
Aux alentours de Pontoise, Fernand Mithouard s'échappe. Rattrapé par le peloton, il repart avec Joseph Moerenhout, François Blin, Maurice Archambaud, Gustave Danneels, François Passat et Antoine van Schendel. À Beauvais, ce groupe compte quatre minutes d'avance sur le peloton. Plusieurs coureurs s'échappent de ce dernier et parviennent à rejoindre la tête de la course. Dix coureurs sont en tête à Doullens.
Après le passage à Arras, Félicien Vervaecke s'échappe seul. Après vingt kilomètres, sept coureurs le rattrapent, puis le dépassent : Gustave Danneels, Albert Hendrickx, Noël Declercq, Aimé Lievens, Emiel Vandepitte, Severin Vergili et Jules Rossi. Ces coureurs sont rejoints par un autre coureur italien, César Moretti, distancé ensuite à cause d'une crevaison et d'une chute. Rossi attaque mais est retenu par les barrières d'un passage à niveau à Lesquin et voit revenir les coureurs, à l'exception de Danneels et Vergili qui ne sont pas parvenus à suivre.
Arrivé sur l'avenue Rossi devance au sprint les quatre coureurs belges qui l'accompagnent. Âgé de 23 ans, il est le premier coureur italien à remporter Paris-Roubaix,.

## Classement final
|    | Cycliste         | Équipe         | Temps           |
| -- | ---------------- | -------------- | --------------- |
| 1  | Jules Rossi      | Thomann        | 7 h 17 min 57 s |
| 2  | Albert Hendrickx | -              | m.t.            |
| 3  | Noël Declercq    | Leducq-Mercier | m.t.            |
| 4  | Emiel Vandepitte | Dilecta        | m.t.            |
| 5  | Aimé Lievens     | -              | m.t.            |
| 6  | Gustave Danneels | Alcyon-Dunlop  | + 1 min 03 s    |
| 7  | Edgard de Caluwé | Dilecta        | + 1 min 03 s    |
| 8  | Frans Bonduel    | Dilecta        | + 1 min 03 s    |
| 9  | Severin Vergili  | -              | + 1 min 03 s    |
| 10 | Georges Speicher | Alcyon-Dunlop  | + 1 min 03 s    |